# Tự kỷ ám thị
Tự kỷ ám thị (tự mình che mắt) hay tự thôi miên (Autosuggestion) tự tâm niệm là thuật ngữ đề cập đến tất cả những hình thức tự kích thích và khuyến khích bản thân qua năm giác quan của con người, là quá trình tự tâm niệm, tự khích lệ. Tự kỷ ám thị đóng vai trò cầu nối giữ một bên là phần ý thức tạo ra tư duy và một bên là phần tiềm thức tạo ra hành động. Thông qua những suy nghĩ chi phối tâm trí bấy lâu nay vẫn tồn tại trong ý thức (không quan trọng đó là những ý nghĩ tích cực hay tiêu cực), những nguyên tắc của tự kỷ ám thị sẽ chạm đến tiềm thức của con người và tác động đến tiềm thức bằng những suy nghĩ đó. Trong tiếng Việt, tự kỷ ám thị là một từ ghép giữa tự kỷ và ám thị hay còn gọi là tự thôi miên.

## Cơ chế
Một thực tế rõ ràng rằng là một người luôn có xu hướng tin vào bất kỳ điều gì mà họ liên tục tự nhủ với bản thân, cho dù điều đó đúng hay không đúng. Nếu họ liên tục tự lừa dối mình bằng một quan điểm sai lầm thì đến một lúc nào đó, họ sẽ chấp nhận nó như một sự thật hiển nhiên. Bạn sẽ trở thành đúng như những gì bạn nghĩ bởi vì bạn đã để những suy nghĩ đó chi phối hoàn toàn tâm trí của bạn. Những cách nghĩ mà họ cố tình gieo rắc vào tâm trí mình, khích lệ nó, cho nó hòa trộn vào những cảm xúc của mình sẽ kết thành các động lực định hướng và kiểm soát mọi động thái và hành vi làm việc của bạn, ví dụ như diễn viên Eva Mendes phải tự kỷ ám thị mỗi lần chụp ảnh khỏa thân.
Điều này đã được thực nghiệm trong một cuộc thí nghiệm. Các nhà tâm lý Đức đã nghiên cứu khoảng 80 phụ nữ có màu tóc khác nhau được tham gia một loạt các cuộc trắc nghiệm tinh thần về khả năng làm việc nhanh chóng và chính xác. Trước khi bắt đầu test, một nửa trong số người tham gia được đọc những câu chuyện cười về "tóc vàng hoe ngốc nghếch", chẳng hạn: Tại sao các cô nàng tóc vàng mở nắp hộp sữa chua ngay tại siêu thị? Vì trên mặt hộp có dòng chữ "Mở tại đây". Không có cô gái tóc vàng nào nghĩ mình ngu ngốc, nhưng khi bị ám ảnh bởi các công thức tiêu cực mà xã hội áp đặt về mình, những cô gái tóc vàng trong nghiên cứu lại thực hiện test chậm hẳn. Nghiên cứu chứng tỏ ngay cả những định kiến vô căn cứ mà ai cũng biết là không đúng cũng có thể ảnh hưởng đến niềm tin của cá nhân về năng lực của người đó.
Mặt khác, ở những vùng não, dưới tác động của tự kỷ ám thị đã phát triển một ổ ức chế bền vững, tức là những tế bào thần kinh mà hoạt động bị gián đoạn một thời gian khá lâu. Các tế bào đó thôi không nhận các tín hiệu tới và trả lời chúng nữa. Vậy có thể chữa cho những bệnh nhân như thế bằng cách áp dụng thôi miên và ám thị, hơn nữa, sự khỏi bệnh đến ngay tức khắc và làm cho người không am hiểu phải sửng sốt.
Tự kỷ ám thị cũng là một trong những yếu tố kích thích con người phản ứng lại một cách tự nhiên trong tình dục. Ngoài ra một cơ chế khác theo dạng tiêu cực là ám ảnh, ví dụ như một người vợ phải chịu một tác động lớn tới tâm lý (hình ảnh xấu, bạo lực, quan niệm cổ hủ, bị cưỡng dâm, hiếp dâm, lạm dụng tình dục...) có thể làm cho họ nghĩ sai về quan niệm chăn gối là xấu xa, có thể đó chỉ là nghĩa vụ. Từ đó bị tự kỷ ám thị chính mình nên khi gần nhau có thể ham muốn, nhưng khi quan hệ tình dục thì lại không cảm nhận được khoái cảm.

## Vai trò

### Tính tích cực

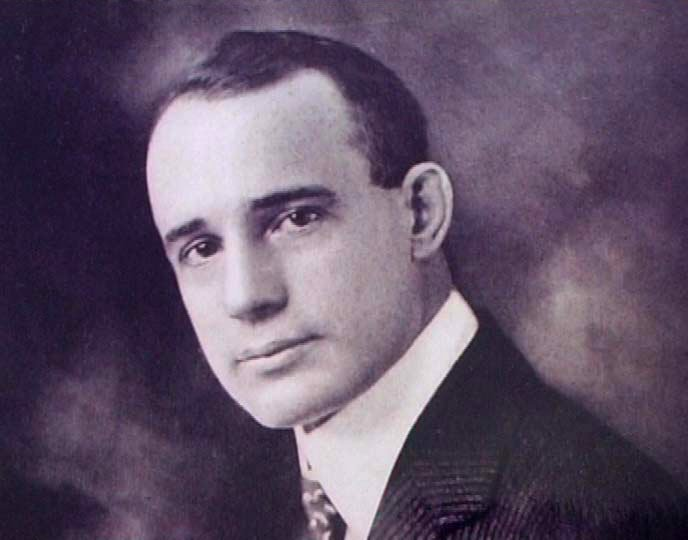
Napoleon Hill là người rất đề cao vai trò của tự kỷ ám thị, coi đó là một chìa khóa của thành công

Napoleon Hill rất đề cao vai trò của tự kỷ ám thị, coi đây là một trong những nhân tố dẫn đến thành công. Tự kỷ ám thị là một cách thức giúp chủ thể gieo vào tiềm thức của mình những suy nghĩ mang tính sáng tạo hoặc những suy nghĩ lệch lạc, tiêu cực. và theo ông này thì niềm tin vào bản thân là một trạng thái tinh thần có thể được tạo ra nhờ tự kỷ ám thị.
Những cảm xúc tích cực cần phải được đưa vào những ý nghĩ mà muốn đưa vào tiềm thức thông qua nguyên tắc tự kỷ ám thị và ta có thể xây dựng tính cách bằng phép tự kỷ ám thị. Tự kỷ ám thị là một nhân tố mạnh mẽ trong quá trình xây dựng tính cách, hay nói cách khác, đó chính là nguyên tắc duy nhất để xây dựng tính cách.
Vai trò của tự kỷ ám thị đã được một nhà tâm lý khác là Stephen.R.Covey chứng tỏ thông qua một ví dụ sinh động từ một câu chuyện về “Công chúa xứ Calivo”.
Một cô gái trẻ nước Anh có ảo tưởng nghĩ rằng mình là một công chúa từ một đảo quốc xa xôi (xứ Calivo) tới nước Anh. Cô còn tưởng tượng ra tiếng nói, quốc kỳ, trang phục cùng gia thế của mình tại đảo quốc đó. Từ dáng đi, dáng đứng, điệu bộ trang nhã của cô đều chứng minh sự tôn quý của cô. Và cũng chính ảo tưởng mà trở thành tin tưởng rằng mình là một công chúa, đến nổi cả thị trấn cũng bắt đầu tin tưởng cô là một công chúa.
Cô đã đem lại sự vinh dự và vui tươi cho cả thị trấn. Về sau giới quý tộc ở Luân Đôn đều học theo điệu múa dân tộc từ đảo quốc của cô. Các cô gái xếp hàng dài sau lưng để học những động tác quay mình và lắc lư của cô. Nhà ngân hàng cũng mời cô làm đại sứ để dự trù việc đầu tư của ngân hàng vào đảo quốc. Một công tước xin cầu hôn với cô để mong được cô mở rộng lãnh địa của ông ta và nâng hình tượng của cá nhân ông ta. Những người phụ nữ thì thi nhau bắt chước cách ăn mặc của cô và rất vui mừng mong chờ người trong hoàng tộc đến cưới xin mình.
Sau đó một ký giả phát hiện ra rằng, đảo quốc mà cô công chúa nói đến không hề tồn tại trên thế giới này. Cô cũng không phải là một quý tộc của đảo quốc nào mà chỉ là một đứa trẻ được nuôi dưỡng trong trại trẻ mồ côi từ Luân Đôn tới. Trả lời phỏng vấn ký giả nọ, cô nói: "Nhưng khi tôi nghĩ tới vị công chúa kia tôi thấy trở thành công chúa thật sự”.
Cuối cùng mọi người tuy biết là công chúa giả nhưng vẫn muốn cô gái tiếp tục làm công chúa để họ có đủ lòng tin vào bản thân mình. Về sau anh ký giả nọ yêu cô gái và hai người rủ nhau sang Mỹ. Cô gái tuy giả danh nhưng vẫn được sống trong cuộc đời của công chúa, có cung điện hoa lệ và giàu có vô cùng như một công chúa.
Trong rất nhiều trường hợp, tự kỷ ám thị đã đem lại thành công cho con người ngoài sức tưởng tượng, những việc mà bản thân họ nghĩ mình không có khả năng làm được. Người ta có thể sử dụng nó như một liệu pháp để ngăn chặn và vượt qua bệnh tật. Thậm chí nó có thể đưa một con người cận kề ranh giới mong manh của sự sống và cái chết, từ sự suy sụp khi nghĩ không còn khả năng cứu chữa trở lại với cuộc sống vui tươi. Tâm lý trị liệu là sự trị bệnh bằng tư tưởng, ý lực hay còn gọi là tự kỷ ám thị hoặc là “tự thôi miên”. 
Quá trình biến khát vọng thành tiền được thực hiện thông qua hình thức tự kỷ ám thị. Đó là nguyên tắc quan trọng mà thông qua đó chủ thể có thể chạm tới những ảnh hưởng lên tiềm thức của chính mình. Những nguyên tắc khác chỉ là những công cụ đơn giản để áp dụng phép tự kỷ ám thị. Nguyên tắc tự kỷ ám thị giữ vai trò quan trọng trong nỗ lực của mình.
Theo Napoleon Hill thì: "Luật của sự tự kỷ ám thị sẽ dẫn bạn đến sự yên bình và thịnh vượng hay đưa bạn đến thung lũng của khổ đau, thất bại và cái chết, điều đó tùy thuộc người am hiểu và vận dụng nó. Luật tự kỷ ám thị sẽ lấy sự thiếu tự tin và lòng hoài nghi làm chuẩn mực để niềm tin tiềm thức của bạn dựa vào đó chuyển hóa thành những giá trị tương đương. Luật của sự tự kỷ ám thị có thể nâng bạn lên hay kéo bạn xuống tùy theo cách bạn định hướng suy nghĩ của mình". Luật của tự kỷ ám thị có thể giúp bất cứ ai vươn lên đến những tầm cao của thành công ngoài sức tưởng tượng của bản thân họ.
Nếu bạn nghĩ rằng bạn đã bị đánh bại, bạn đã bị đánh bại
Nếu bạn nghĩ rằng bạn không dám, bạn không bao giờ dám làm gì cả
Nếu bạn muốn chiến thắng, nhưng bạn nghĩ bạn không thể thắng nổi
Thì gần như chắc rằng bạn mãi mãi không bao giờ chiến thắng
......

### Tác động ngược
Theo Napoleon Hill thì sự thiếu hiểu biết về tự kỷ ám thị là lý do khiến phần lớn những người cố gắng áp dụng nguyên tắc tự kỷ ám thị không nhận được những kết quả như mong muốn, một yếu tố đó là niềm tin gắn với cảm xúc. Khả năng sử dụng biện pháp tự kỷ ám thị phụ thuộc rất lớn vào khả năng tập trung vào một khát vọng nhất định cho đến khi khả năng đó biến thành một nỗi ám ảnh cháy bỏng.
Theo ông, tự kỷ ám thị là một kỹ thuật đã được chứng minh là sẽ mang đến thành công cho mọi người nếu như được áp dụng đúng cách. Mặt khác nếu áp dụng vô nguyên tắc, nó sẽ lập tức gây nên những hiệu ứng phá hoại. Những người ngã xuống vì thất bại và kết thúc cuộc đời mình trong nghèo khó, túng quẩn và khổ cực đều do họ đã bị ảnh hưởng bởi mặt tiêu cực của nguyên tắc tự kỷ ám thị. Báo giới từng đặt vấn đề đội bóng Bordeaux liên tục thất bại tại Giải vô địch Pháp do tự kỷ ám thị hay như vấn đề trọng tài ở Việt Nam bị sức ép tâm lý.
Tự kỷ ám thị cũng là một trong các dấu hiệu của nỗi sợ bị đau ốm. Có thói quen sử dụng phép tự kỷ ám thị một cách tiêu cực bằng cách tìm kiếm và chờ đợi triệu chứng của đủ các loại bệnh. Thích tưởng tượng rằng mình đã mắc phải những căn bệnh và luôn luôn nói về nó như mình đang bị bệnh thật. Điều này liên quan đến chứng nghi bệnh (thuật ngữ chuyên môn chỉ về chứng tưởng tượng rằng mình đã có bệnh), thói quen hay nói về bệnh tật đến nỗi luôn trong trạng thái đón chờ bệnh đến.
Ngoài ra cũng có quan điểm trái ngược về ưu điểm của phép tự kỷ ám thị mà Napoleon Hill đã nêu, lời khuyên người đọc hãy tự tin vào bản thân bằng cách lẩm nhẩm trong đầu những câu mang tích chất tích cực như “Tôi sẽ thành công” sẽ chỉ làm giảm sự tự tin của những người thực hiện theo nó và kết cục là họ cảm thấy bản thân mình ngày càng tệ đi, việc lẩm nhẩm trong đầu những cụm từ tiêu cực lại mang lại lợi ích tích cực. Các chuyên gia tâm lý cho rằng cách “tự kỷ ám thị” theo hướng tích cực nhưng không có cơ sở, chẳng hạn như: “Tôi hoàn toàn hài lòng với bản thân”, chỉ là cách “ru ngủ” tạm thời đối với những người kém tự tin và khi qua “cơn buồn ngủ” họ sẽ nhanh chóng nhận ra sự thật và càng thấy bi quan hơn. Kết quả là những suy nghĩ tích cực nhanh chóng bị “chôn vùi”.